# Очоа Васкес, Хуан Давид
Хуан Давид Очоа Васкес (1949—2013) — колумбийский наркобарон, один из создателей и лидеров Медельинского кокаинового картеля. 
Родился в 1949 году в Медельине в семье богатого фермера Фабио Очоа Рестрепо. В 1976 году, совместно с братьями Фабио и Хорхе Луисом, а также Хосе Гонсало Родригес Гача, Карлосом Ледером и Пабло Эскобаром основал наркокартель. После похищения его сестры Марты Ньевес Очоа основал группу «Смерть похитителям», которая вела войну против левой партизанской группы «М-19», а затем против других левых групп. 
Медельинский картель также воевал против конкурирующих наркокартелей, таких как Наркокартель Кали, а также против правительства Колумбии, хотя, как правило, братья Очоа не принимали участия в терактах наркокартеля в 1980-х годах. 
Ещё в 1989 году власти Колумбии начали широкомасштабную борьбу с Медельинским картелем. В сентябре 1990 года президент Колумбии Сезар Гавирия Трухильо предложил лидерам наркокартелей сдаться в руки полиции на условии отбытия срока заключения в Колумбии вместо экстрадиции в США, чего наркодельцы опасались больше, чем суда в своей стране. 
В 1991 году Хуан Давид вместе со своими братьями сдался правоохранительным органам и заключил сделку с правосудием о признании вины. В 1996 году он был освобождён. В том же году на свободу вышел Хорхе Луис, и оба брата поселились в Медельине. Они стали бизнесменами, владеющими множеством предприятий и компаний разной направленности. Скончался от инфаркта 25 июля 2013 года.